# Olympische Winterspiele 1984/Teilnehmer (Britische Jungferninseln)
| Gelbes Symbol für Goldmedaillen mit stilisierten Olympischen Ringen | Graues Symbol für Silbermedaillen mit stilisierten Olympischen Ringen | Braundes Symbol für Bronzemedaillen mit stilisierten Olympischen Ringen |
| ------------------------------------------------------------------- | --------------------------------------------------------------------- | ----------------------------------------------------------------------- |
| —                                                                   | —                                                                     | —                                                                       |

Die Britischen Jungferninseln nahmen bei den XIV. Olympischen Winterspielen 1984 in Sarajevo zum ersten und bis 2014 einzigen Mal an Winterspielen teil. Einziger Starter war der Eisschnellläufer Erroll Fraser.

## Teilnehmer nach Sportarten

### Eisschnelllauf
- Erroll Fraser
Männer, 500 m → 40. (43,47 s)
Männer, 1000 m → 42. (1:30,59 min)